# Henricia kapalae
Henricia kapalae är en sjöstjärneart som beskrevs av Ross Robert Mackerras Rowe och Albertson 1987. Henricia kapalae ingår i släktet Henricia och familjen krullsjöstjärnor.
Artens utbredningsområde är havet kring Nya Zeeland. Inga underarter finns listade i Catalogue of Life.